# Бусе (Лот и Гарона)
Бусе (фр. Boussès) насеље је и општина у југозападној Француској у региону Аквитанија, у департману Лот и Гарона која припада префектури Нерак.
По подацима из 2011. године у општини је живело 42 становника, а густина насељености је износила 0,89 становника/km². Општина се простире на површини од 47,14 km². Налази се на средњој надморској висини од 135 метара (максималној 161 m, а минималној 115 m).

## Демографија
| 1962. | 1968. | 1975. | 1982. | 1990. | 1999. | 2011. |
| ----- | ----- | ----- | ----- | ----- | ----- | ----- |
| 90    | 99    | 66    | 57    | 46    | 41    | 42    |

График промене броја становника у току последњих година